# Antoine Rivoulon
Antoine Rivoulon, né le 16 février 1810 à Cusset (Allier) et mort le 23 mars 1864 dans le 14e arrondissement de Paris, est un peintre français. 

## Biographie

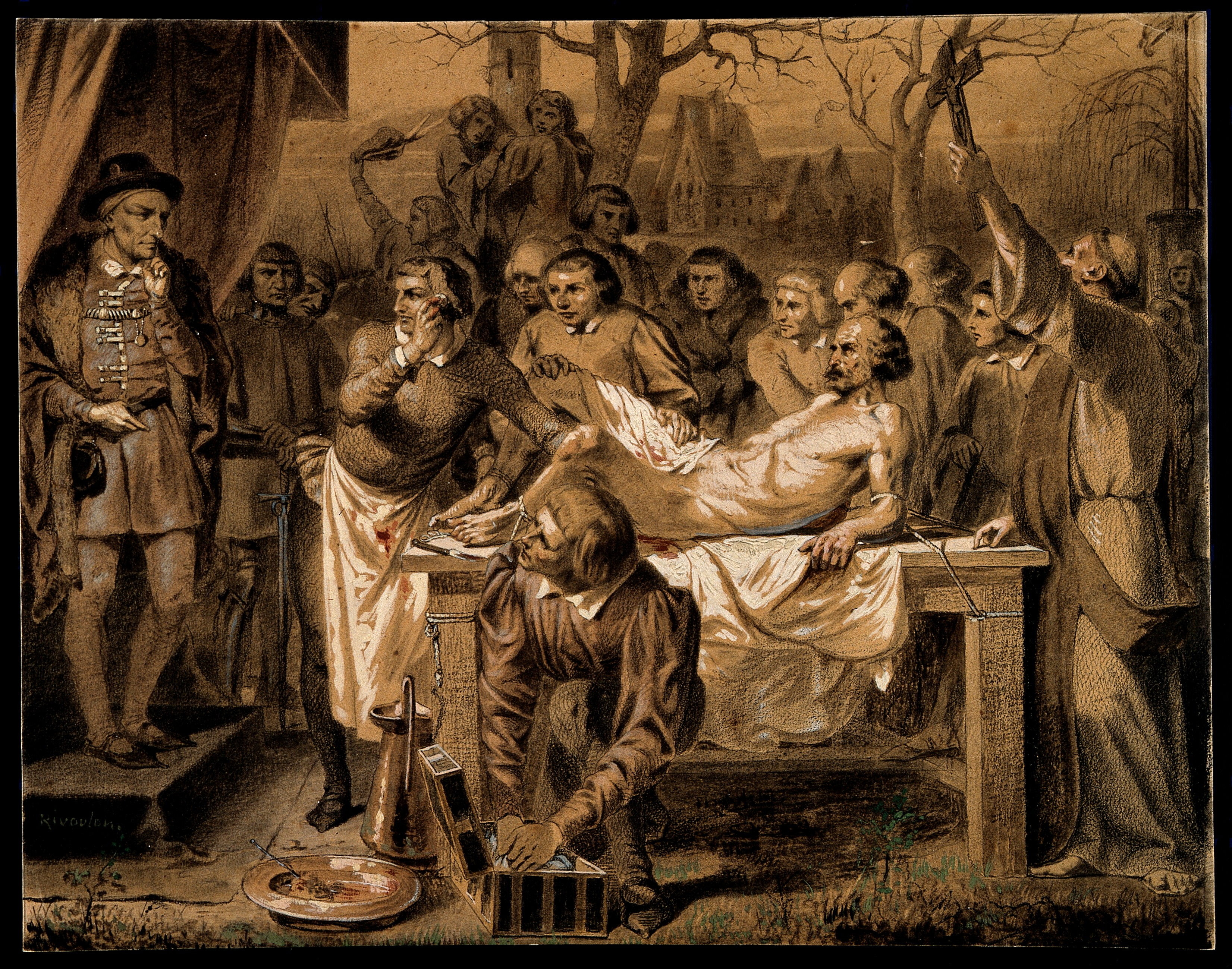
Première opération de la pierre faite en présence du roi Louis XI par Germain Colot au cimetière Saint-Séverin, janvier 1474, dessin,.

Natif de Cusset dans l'Allier, Antoine Rivoulon grandit à Paris où ses parents, un couple de cordonniers, ont déménagé en 1816.
Sa formation débute par la lithographie et la sculpture, puis se poursuit par la peinture qu'il étudie dans l’atelier de François-Édouard Picot. Rivoulon peint jusqu’à la fin des années 1840 des compositions à thèmes historiques et religieuses et, à partir de 1837, il reçoit diverses commandes d'État. Lejury lui décerne une médaille de 3e classe au Salon de peinture de 1846 pour ses Litanies de la Très Sainte Vierge, puis deux rappels en 1857 et 1859 pour des Scènes de la guerre de Crimée.
Personnage éclectique à l'image de son siècle et unanimement reconnu comme un artiste renommé, il se suicide en 1864 :

« M. Rivoulon s’est empoisonné avec du laudanum. On ignore le motif réel de sa funeste détermination. Cet artiste d’un talent plus estimable que brillant vivait dans l’aisance ; il avait épousé en secondes noces une jeune veuve, Émilie Sisley, sœur aînée du peintre impressionniste, qu’il aimait beaucoup. Il était doué d’un caractère gai et railleur. Il avait une grande confiance en son talent et n’enviait les succès de personne. Tout porte à croire que son suicide n’a eu d’autre cause qu’une atteinte subite d’aliénation mentale. »

— (Nécrologie)[réf. nécessaire]

## Œuvres dans les collections publiques
En France

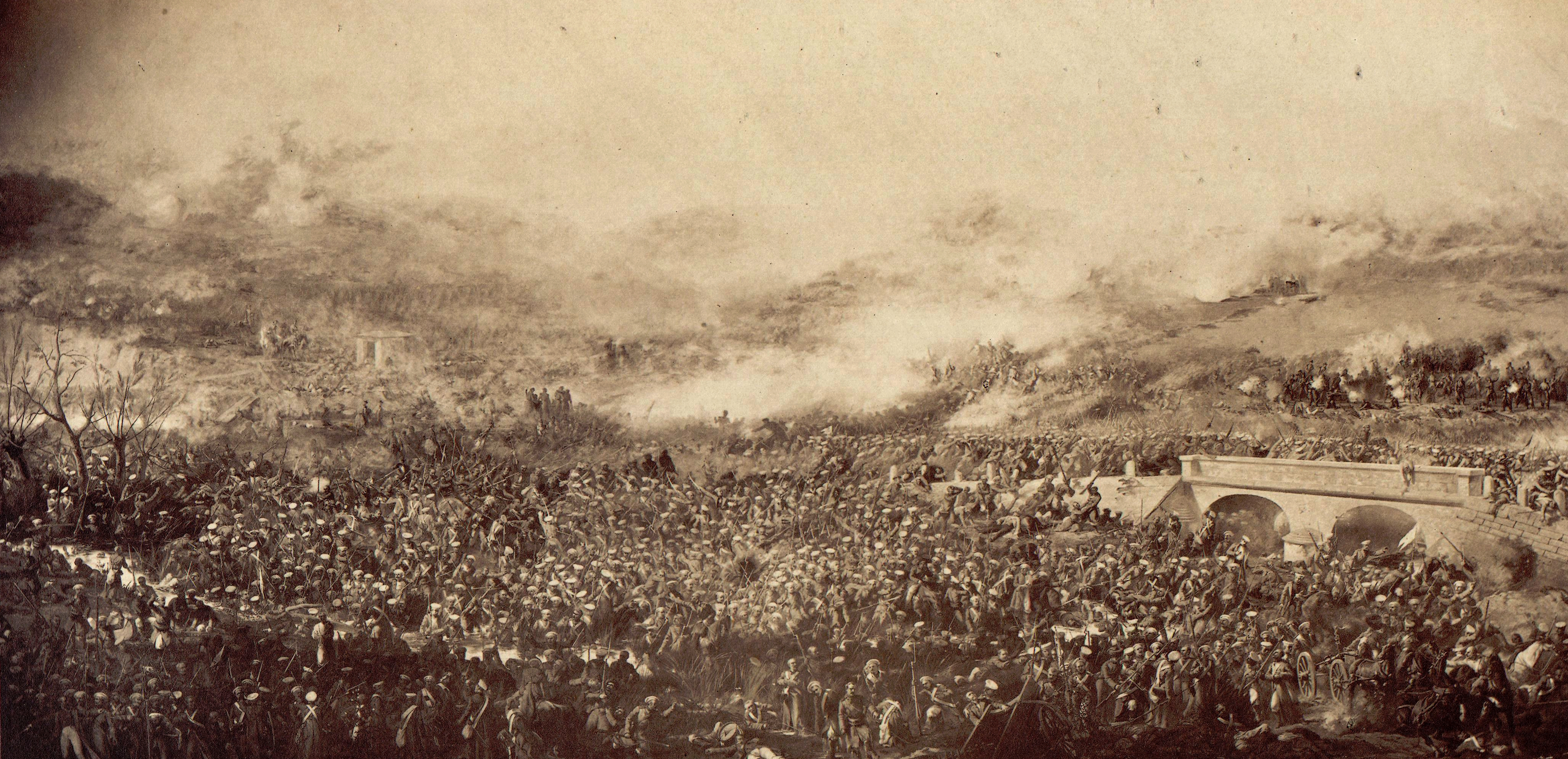
Bataille du pont de Tracktir, 16 août 1855, Salon de 1861, photographie de Pierre-Ambroise Richebourg.

- Beaune, musée des beaux-arts : L'Attaque du pont de Traktir, huile sur toile, Salon de 1861[5].
- Cusset, église Saint-Saturnin : Saint Michel terrassant le démon, vers 1844.
- Dinan, église Saint-Sauveur : Mort de Du Guesclin.
- Givet, église Saint-Hilaire : Christ, 1852[6].
- Limoges, église du Chaptelat : Saint Éloi, 1856, huile sur toile.
- Paris, maison de Victor Hugo : Scènes de Notre-Dame de Paris (La Esmeralda chez Madame de Gondelaurier ; le procès de la Esmeralda ; Claude Frolo dans la chambre de la Esmeralda ; le supplicede la Esméralda), 1832, huile sur toile[7]

- Phalsbourg, musée historique et Erckmann-Chatrian : La Bataille de l'Alma, 1857, huile sur toile[8].
- Salins-les-Bains, musée Max Claudet : Campagne de Crimée, Le Siège de Sébastopol, 1856, huile sur toile[9].
- Vannes :
  - cathédrale Saint-Pierre : Litanies de la Très Sainte Vierge, 1846 ;
  - église Saint-Pattern : Christ en croix, 1841.
- Villiers-le-Mahieu, église Saint-Martin : Saint Martin, 1840.

Au Royaume-Uni
- Londres, British Museum : H. Maindron, vers 1860.